# Bredäng (metropolitana di Stoccolma)
Bredäng è una stazione della metropolitana di Stoccolma.
È geograficamente posizionata all'interno della circoscrizione di Skärholmen; sul tracciato della linea rossa T13 è invece situata fra le stazioni Mälarhöjden e Sätra.
Divenne ufficialmente operativa a partire dal 16 maggio 1965, giorno in cui aprì il tratto fra Örnsberg e Sätra.
La piattaforma si trova in superficie, in corrispondenza dell'imbocco del tunnel che divide questa stazione da quella successiva di Mälarhöjden. Dispone di una biglietteria e due uscite distinte. La stazione è stata progettata dagli architetti dello studio Ahlgren-Olsson-Silow, mentre le decorazioni sono state curate dall'artista Lena Kriström-Larsson.
L'utilizzo medio quotidiano durante un normale giorno feriale del 2009 è stato pari a 6.700 persone circa.

## Tempi di percorrenza
| Linea | Capolinea | Tempo  | Stazione                                                  | Tempo                             |
| T13   | Ropsten   | 27 min | Liljeholmen Slussen Gamla stan T-Centralen Östermalmstorg | 9 min 15 min 17 min 19 min 21 min |
| T13   | Norsborg  | 17 min | Liljeholmen Slussen Gamla stan T-Centralen Östermalmstorg | 9 min 15 min 17 min 19 min 21 min |